# Ивановка (Подгоренский сельсовет)
Ивановка  — упразднённая в 1988 году деревня в Мокшанском районе Пензенской области России. Включена в черту села Озерки Подгорненского сельсовета.

## География
Находилась деревня в северной части Пензенской области, в пределах Сурско-Мокшанской возвышенности, в лесостепной зоне, на берегу реки Озерки и Малыхинского пруда, примерно в километре от центра села Озерки.

### Климат
Климат характеризуется как умеренно континентальный, с холодной продолжительной зимой и тёплым летом. Среднегодовая температура воздуха — 4,6 °C. Средняя температура воздуха самого тёплого месяца (июля) — 19 °C; самого холодного (января) — −13 °C. Безморозный период длится 150 дней. Продолжительность вегетационного периода — в среднем 144 дня. Среднегодовое количество атмосферных осадков варьируется от 480 до 500 мм, из которых большая часть выпадает в тёплый период. Снежный покров устанавливается в конце ноября и держится в течение 141 дня.

## История
Упоминается на карте 1871 года.
В 1910 году в составе Свинухинской волости Мокшанского уезда.
Решением Пензенского облисполкома от 11.5.1988 г. в черту села Озерки включены деревни Ивановка и Мальцевка.